# 訥河直隸廳
訥河直隸廳，清朝末期设置的廳，属于黑龙江省。
光绪二十二年（1896年），东布特哈总管辖境讷謨尔河地方南北放荒，设巡防局。光绪三十四年（1908年），奏准缓设直隸廳。宣统二年（1910年）裁撤东布特哈总管、巡防局，设訥河直隸廳（治今黑龙江省讷河市）。中华民国二年（1913年）废訥河直隸廳，改置讷河县。